# Asamblea Nacional (Costa de Marfil)
La Asamblea Nacional es la cámara baja del Parlamento de Costa de Marfil, desde el 2016. Previo a ello fue su parlamento unicameral desde 1960. Tiene su origen en órganos semi-representativos durante el periodo colonial bajo Francia. 
Fue fundada por la Constitución de Costa de Marfil del 31 de octubre de 1960 y compuesto el 27 de noviembre de 1960 con setenta escaños. Desde 2011, la Asamblea Nacional se compone de 255 diputados.

## Modo de elección
Sus 255 escaños son elegidos por mayoría simple para periodos de 4 años, estos son elegidos en 169 distritos electorales uninominales y 36 distritos de 2 a 6 escaños que se eligen en voto en bloque. En ambos casos, el candidato o la lista de candidatos que hayan recibido más votos en su circunscripción gana el número total de escaños a cubrir.
Desde un decreto adoptado en noviembre de 2020, los partidos deben presentar un mínimo del 30% de mujeres en el total de sus candidatos. El decreto también alienta a los partidos a presentar más mujeres proporcionando fondos públicos adicionales a aquellos cuya proporción de candidatas exceda el 50%.